# Wereldkampioenschappen judo 2021
De wereldkampioenschappen judo 2021 werden van 6 juni tot en met 13 juni gehouden in Boedapest, Hongarije. De wedstrijden werden gehouden in de Papp László Budapest Sportaréna. Er stonden vijftien onderdelen op het programma, zeven voor mannen, zeven voor vrouwen en een gemengde landenwedstrijd, die in 2020 voor het eerst olympisch is. 

## Toewijzing
Het WK judo van 2021 was in eerste instantie in september 2018 toegewezen aan de stad Wenen in Oostenrijk. De International Judo Federation (IJF) heeft de organisatie in oktober 2019 echter afgenomen van de Österreichischer Judoverband (ÖJV), omdat zij niet voldaan hadden aan de 2e termijnbetaling. De ÖJV moest in totaal € 6.000.000 betalen aan de IJF. De 1e termijn ad € 2.000.000 had de ÖJV reeds betaald aan de IJF, toen de organisatie werd afgenomen. De ÖJV zou slechts € 1.500.000 terugkrijgen van de betaalde € 2.000.000. De Österreichischer Judoverband had in 2018 al een subsidie van € 2.000.000 ontvangen vanuit de federale overheid van Oostenrijk (totale subsidieaanvraag: € 6.000.000), in het kader van een subsidieregeling voor grote sportevenementen.

## Programma
De mannen en vrouwen komen elk uit in zeven gewichtsklassen. Tot en met de kwartfinales vinden de wedstrijden dagelijks plaats vanaf 10:00 uur. De halve finales, herkansingen en de finales vinden plaats vanaf 17:00 uur.
| Gewichtsklasse  | Gewichtsklasse  | juni        | juni        | juni        | juni        | juni        | juni        | juni        | juni | Totaal |
| Mannen          | Vrouwen         | 6           | 7           | 8           | 9           | 10          | 11          | 12          | 13   | Totaal |
| --------------- | --------------- | ----------- | ----------- | ----------- | ----------- | ----------- | ----------- | ----------- | ---- | ------ |
| –60 kg          | –48 kg          | Goud · Goud |             |             |             |             |             |             |      | 2      |
| –66 kg          | –52 kg          |             | Goud · Goud |             |             |             |             |             |      | 2      |
| –73 kg          | –57 kg          |             |             | Goud · Goud |             |             |             |             |      | 2      |
| –81 kg          | –63 kg          |             |             |             | Goud · Goud |             |             |             |      | 2      |
| –90 kg          | –70 kg          |             |             |             |             | Goud · Goud |             |             |      | 2      |
| –100 kg         | –78 kg          |             |             |             |             |             | Goud · Goud |             |      | 2      |
| +100 kg         | +78 kg          |             |             |             |             |             |             | Goud · Goud |      | 2      |
| Landenwedstrijd | Landenwedstrijd |             |             |             |             |             |             |             | Goud | 1      |
| Totaal          | Totaal          | 2           | 2           | 2           | 2           | 2           | 2           | 2           | 1    | 15     |

## Medailles

### Mannen
| Onderdeel           | Goud                    | Zilver             | Brons                  |
| ------------------- | ----------------------- | ------------------ | ---------------------- |
| Klasse tot 60 kg    | Jago Aboeladze          | Gusman Kyrgyzbayev | Karamat Huseynov       |
| Klasse tot 60 kg    | Jago Aboeladze          | Gusman Kyrgyzbayev | Francisco Garrigós     |
| Klasse tot 66 kg    | Joshiro Maruyama        | Manuel Lombardo    | Jakoeb Sjamilov        |
| Klasse tot 66 kg    | Joshiro Maruyama        | Manuel Lombardo    | Baskhuu Yondonperenlei |
| Klasse tot 73 kg    | Lasja Sjavdatoeasjvili  | Tommy Macias       | Soichi Hashimoto       |
| Klasse tot 73 kg    | Lasja Sjavdatoeasjvili  | Tommy Macias       | Bilal Çiloğlu          |
| Klasse tot 81 kg    | Matthias Casse          | Tato Grigalashvili | Frank de Wit           |
| Klasse tot 81 kg    | Matthias Casse          | Tato Grigalashvili | Anri Egutidze          |
| Klasse tot 90 kg    | Nikoloz Sherazadishvili | Davlat Bobonov     | Marcus Nyman           |
| Klasse tot 90 kg    | Nikoloz Sherazadishvili | Davlat Bobonov     | Krisztián Tóth         |
| Klasse tot 100 kg   | Jorge Fonseca           | Aleksandar Kukolj  | Varlam Liparteliani    |
| Klasse tot 100 kg   | Jorge Fonseca           | Aleksandar Kukolj  | Ilia Sulamanidze       |
| Klasse boven 100 kg | Kokoro Kageura          | Tamerlan Basjajev  | Roy Meyer              |
| Klasse boven 100 kg | Kokoro Kageura          | Tamerlan Basjajev  | Iakiv Khammo           |

### Vrouwen
| Onderdeel          | Goud                | Zilver            | Brons                  |
| ------------------ | ------------------- | ----------------- | ---------------------- |
| Klasse tot 48 kg   | Natsumi Tsunoda     | Wakana Koga       | Mönchbatyn Urantsetseg |
| Klasse tot 48 kg   | Natsumi Tsunoda     | Wakana Koga       | Julia Figueroa         |
| Klasse tot 52 kg   | Ai Shishime         | Ana Perez Box     | Fabienne Kocher        |
| Klasse tot 52 kg   | Ai Shishime         | Ana Perez Box     | Gefen Primo            |
| Klasse tot 57 kg   | Jessica Klimkait    | Momo Tamaoki      | Theresa Stoll          |
| Klasse tot 57 kg   | Jessica Klimkait    | Momo Tamaoki      | Nora Gjakova           |
| Klasse tot 63 kg   | Clarisse Agbegnenou | Andreja Leški     | Anja Obradović         |
| Klasse tot 63 kg   | Clarisse Agbegnenou | Andreja Leški     | Sanne Vermeer          |
| Klasse tot 70 kg   | Barbara Matić       | Yōko Ōno          | Michaela Polleres      |
| Klasse tot 70 kg   | Barbara Matić       | Yōko Ōno          | Sanne van Dijke        |
| Klasse tot 78 kg   | Anna-Maria Wagner   | Madeleine Malonga | Guusje Steenhuis       |
| Klasse tot 78 kg   | Anna-Maria Wagner   | Madeleine Malonga | Mami Umeki             |
| Klasse boven 78 kg | Sarah Asahina       | Wakaba Tomita     | Beatriz Souza          |
| Klasse boven 78 kg | Sarah Asahina       | Wakaba Tomita     | Maria Suelen Altheman  |

### Gemengd
| Onderdeel    | Goud | Zilver | Brons |
| ------------ | --- | --- | --- |
| Gemengd team | JPN Maya Akiba Haruka Funakubo Kenshi Harada Soichi Hashimoto Kokoro Kageura Kosuke Mashiyama Kenta Nagasawa Saki Niizoe Yoko Ono Kazuya Sato Momo Tamaoki Wakaba Tomita | FRA Francis Damier Gaëtane Deberdt Clémence Eme Léa Fontaine Joan-Benjamin Gaba Marie-Ève Gahié Enzo Gibelli Astride Gneto Cyrille Maret Alexis Mathieu Cédric Olivar Julia Tolofua | UZB Shukurjon Aminova Davlat Bobonov Rinata Ilmatova Shermukhammad Jandreev Diyora Keldiyorova Farangiz Khojieva Iriskhon Kurbanbaeva Gulnoza Matniyazova Obidkhon Nomonov Sardor Nurillaev Belmurod Oltiboev Muzaffarbek Turoboyev |
| Gemengd team | JPN Maya Akiba Haruka Funakubo Kenshi Harada Soichi Hashimoto Kokoro Kageura Kosuke Mashiyama Kenta Nagasawa Saki Niizoe Yoko Ono Kazuya Sato Momo Tamaoki Wakaba Tomita | FRA Francis Damier Gaëtane Deberdt Clémence Eme Léa Fontaine Joan-Benjamin Gaba Marie-Ève Gahié Enzo Gibelli Astride Gneto Cyrille Maret Alexis Mathieu Cédric Olivar Julia Tolofua | BRA Maria Suelen Altheman Eduardo Barbosa Rafael Macedo David Moura Ketelyn Nascimento Larissa Pimenta Maria Portela Ketleyn Quadros Eduardo Yudy Santos Rafael Silva Beatriz Souza Eric Takabatake                                 |

### Medaillespiegel
| Plaats | Land                     | Goud | Zilver | Brons | Totaal |
| 1      | Japan                    | 6    | 4      | 2     | 12     |
| 2      | Frankrijk                | 1    | 2      | 0     | 3      |
| 3      | Georgië                  | 1    | 1      | 2     | 4      |
|        | Spanje                   | 1    | 1      | 2     | 4      |
| 5      | Russische Judo-Federatie | 1    | 1      | 1     | 3      |
| 6      | Duitsland                | 1    | 0      | 1     | 2      |
|        | Portugal                 | 1    | 0      | 1     | 2      |
| 8      | België                   | 1    | 0      | 0     | 1      |
|        | Canada                   | 1    | 0      | 0     | 1      |
| 8      | Kroatië                  | 1    | 0      | 0     | 1      |
| 11     | Oezbekistan              | 0    | 1      | 1     | 2      |
|        | Servië                   | 0    | 1      | 1     | 2      |
|        | Zweden                   | 0    | 1      | 1     | 2      |
| 14     | Italië                   | 0    | 1      | 0     | 1      |
|        | Kazachstan               | 0    | 1      | 0     | 1      |
|        | Slovenië                 | 0    | 1      | 0     | 1      |
| 17     | Nederland                | 0    | 0      | 5     | 5      |
| 18     | Brazilië                 | 0    | 0      | 3     | 3      |
| 19     | Mongolië                 | 0    | 0      | 2     | 2      |
| 20     | Azerbeidzjan             | 0    | 0      | 1     | 1      |
|        | Hongarije                | 0    | 0      | 1     | 1      |
|        | Israël                   | 0    | 0      | 1     | 1      |
|        | Kosovo                   | 0    | 0      | 1     | 1      |
|        | Oekraïne                 | 0    | 0      | 1     | 1      |
|        | Oostenrijk               | 0    | 0      | 1     | 1      |
|        | Turkije                  | 0    | 0      | 1     | 1      |
|        | Zwitserland              | 0    | 0      | 1     | 1      |
| Totaal | Totaal                   | 15   | 15     | 30    | 60     |